# Thijs van Leer

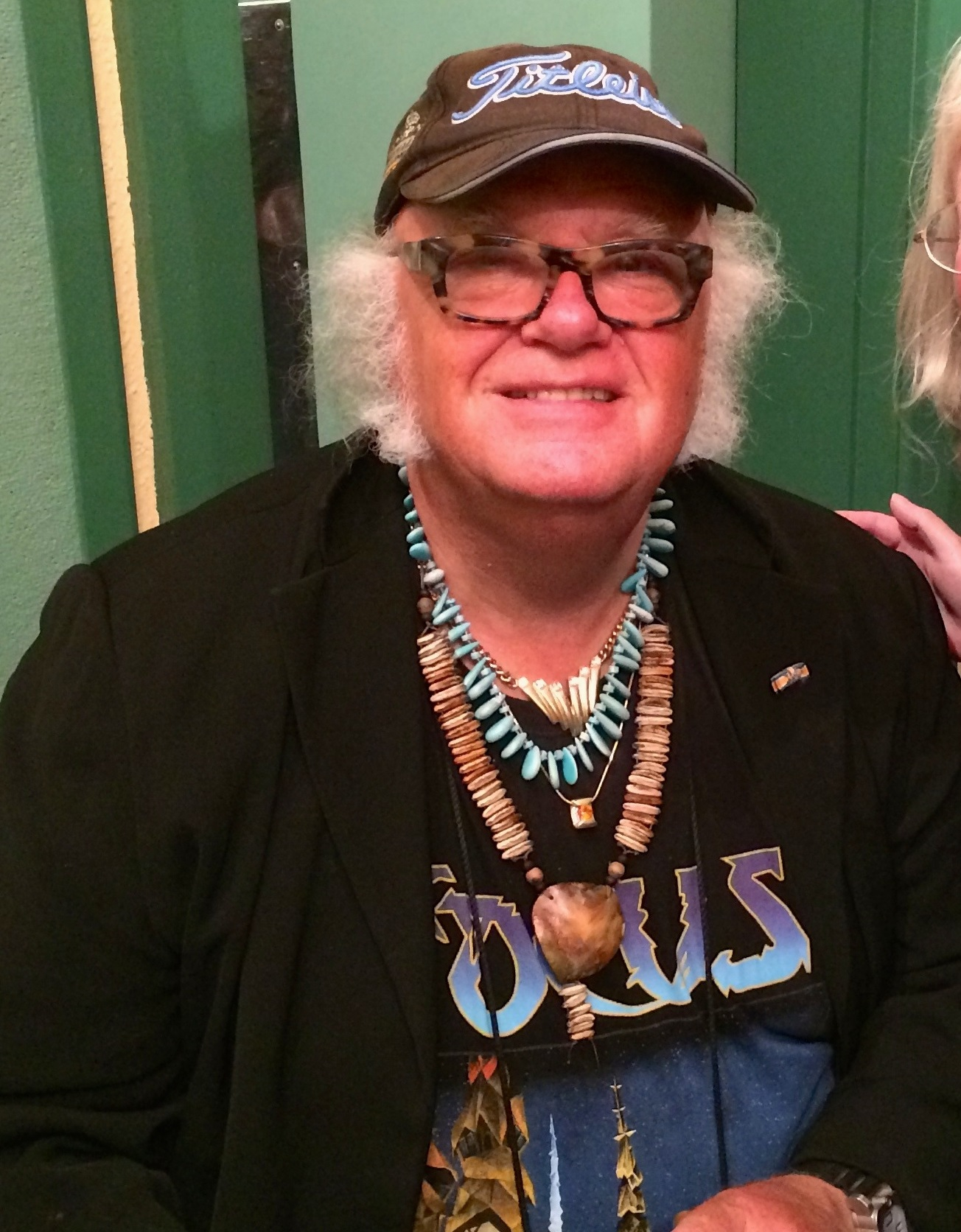
Thijs van Leer (2010)

Thijs van Leer (* 31. März 1948 in Amsterdam) ist ein niederländischer Musiker und Sänger. Seine Hauptinstrumente sind die Querflöte und das Keyboard. Zusammen mit dem Niederländer Jan Akkerman gründete er die Rockband Focus.

## Leben

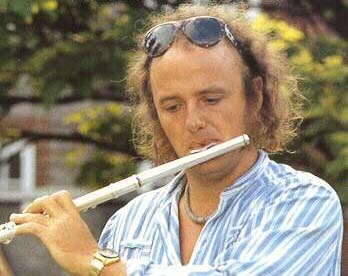
Thijs van Leer (circa 1970er-Jahre)

Im Alter von drei Jahren begann er mit dem Klavierunterricht. Mit elf Jahren bekam er vom Vater zudem eine Flöte geschenkt und begann auch diese zu erlernen. 1969 beendete er eine Ausbildung am Konservatorium und gründete zusammen mit Martin Dresden am Bass und Hans Cleuver am Schlagzeug ein Trio. Gegen Ende des Jahres kam Jan Akkerman zur Band. Von nun an nannte sie sich Focus. 1972 brachte van Leer ein Soloalbum heraus. Seitdem erschienen diverse Alben und Thijs van Leer ist regelmäßig Gast bei  Festivals, unter anderem beim Montreux Jazz Festival. 1975 heiratete er Roselie Peters.
2002 stellte van Leer wieder eine Formation zusammen, unter anderem mit seinem alten Mitstreiter, dem Drummer Pierre van der Linden, und ging wieder als Focus auf Tournee.
Seit 2005 spielt Thijs van Leer regelmäßig in der Thomas Blug Band und geht mit ihnen auf Tournee. Dabei ist die Live-DVD Guitar From The Heart entstanden.

## Diskografie
Für Veröffentlichungen mit Focus siehe hier.

### Alben
| Jahr | Titel                          | Höchstplatzierung, Gesamtwochen, AuszeichnungChartsChartplatzierungen (Jahr, Titel, Platzierungen, Wochen, Auszeichnungen, Anmerkungen) | Anmerkungen                              |
| Jahr | Titel                          | NL | Anmerkungen                              |
| ---- | ------------------------------ | --- | ---------------------------------------- |
| 1972 | Introspection                  | NL1 (30 Wo.)NL |                                          |
| 1975 | Introspection 2                | NL1 (27 Wo.)NL |                                          |
| 1976 | Musica per la Notte di Natale  | NL10 Gold · (3 Wo.)NL | mit Rogier van Otterloo & Louis van Dijk |
| 1977 | Introspection 3                | NL3 Platin · (44 Wo.)NL |                                          |
| 1979 | Introspection 4                | NL16 (13 Wo.)NL |                                          |
| 1980 | Collage                        | NL31 (5 Wo.)NL |                                          |
| 1981 | Gelukkig is het land           | NL41 (3 Wo.)NL | mit Rogier van Otterloo & Louis van Dijk |
| 1981 | Reflections                    | NL18 (2 Wo.)NL |                                          |
| 1985 | Focus                          | NL33 (1 Wo.)NL | mit Jan Akkerman                         |
| 1986 | Renaissance                    | NL48 (1 Wo.)NL |                                          |
| 1989 | Introspection - The Collection | NL83 (5 Wo.)NL |                                          |
| 1992 | Introspection 92               | NL46 (4 Wo.)NL |                                          |

Weitere Alben
- 1975: O My Love
- 1978: Nice To Have Met You
- 1981: Dona Nobis Pacem (mit Pedal Point; Vertonung des lateinischen Messordinariums („Rockmesse“); alle Kompositionen von Thijs van Leer)
- 1986: I Hate Myself For Loving You (mit Van Leer Band)
- 1989: Bolero (mit Will and the Power)
- 1990: Will and the Power
- 1997: Instrumental Hymns
- 1999: The Glorious Album
- 1999: Bach For A New Age
- 2008: The Home Concert

### Singles
| Jahr | Titel Album                           | Höchstplatzierung, Gesamtwochen, AuszeichnungChartsChartplatzierungen (Jahr, Titel, Album, Platzierungen, Wochen, Auszeichnungen, Anmerkungen) | Anmerkungen |
| Jahr | Titel Album                           | NL | Anmerkungen |
| ---- | ------------------------------------- | --- | ----------- |
| 1980 | Ravel’s Bolero - Love Theme From "10" | NL29 (5 Wo.)NL |             |